# Phoebe macrocarpa
Phoebe macrocarpa är en lagerväxtart som beskrevs av Cheng Yih Wu. Phoebe macrocarpa ingår i släktet Phoebe och familjen lagerväxter. Inga underarter finns listade i Catalogue of Life.